# Here Comes Your Man
Here Comes Your Man è un brano musicale del gruppo musicale statunitense Pixies, pubblicato come singolo discografico e come extended play nel giugno 1989 come secondo estratto dal secondo album in studio Doolittle.

## Tracce

### EP
Testi e musiche di Black Francis.
1. Here Comes Your Man – 3:25
2. Wave of Mutilation (UK Surf) – 3:02
3. Into The White – 4:43
4. Bailey's Walk – 2:24

### Singolo
Testi e musiche di Black Francis.
1. Here Comes Your Man – 3:25
2. Into The White – 4:43

## Formazione
- Kim Deal: basso e voce
- David Lovering: batteria
- Joey Santiago: chitarra
- Black Francis: chitarra e voce